# Pecari tajacu
Pecari tajacu är en däggdjursart som först beskrevs av Carl von Linné 1758.  Pecari tajacu är ensam i släktet Pecari som ingår i familjen navelsvin. IUCN kategoriserar arten globalt som livskraftig.
Inga underarter finns listade i Catalogue of Life. Wilson & Reeder (2005) skiljer mellan 14 underarter.
Artepitet tajacu i det vetenskapliga namnet är bildat av ett av djurets namn i tupifolkets språk. Det syftar på djurets föda som bland annat består av mjöliga rotfrukter och rötter.

## Utseende
Med en absolut kroppsläng av 0,8 till 1,0 meter och en vikt mellan 12 och 26 kilo (sällan upp till 30 kg) är Pecari tajacu den minsta arten i familjen. Svansen är bara en liten stubbe och gömd i stjärtens päls. Arten har en mankhöjd av 40 till 50 cm och 7 till 10 cm långa öron. Den grova pälsen har främst en mörk gråbrun färg. Vid axeln och ner till bröstet är pälsen vanligen ljusare och mera gulaktig. Ungar har en ljusbrun eller gulaktig päls, ibland med rosa skugga och vanligen med en mörk strimma på ryggens topp. Vid framfötterna förekommer fyra tår och vid bakfötterna tre tår som alla är utrustade med hovar. Bara två tår vid varje fot är full utvecklade.

## Utbredning och habitat
Detta navelsvin förekommer i Amerika från sydvästra USA (Texas, New Mexico, Arizona) över Centralamerika och norra Sydamerika till södra Brasilien och norra Argentina. Söder om Ecuador ligger utbredningsområdet öster om Anderna. Arten vistas vanligen i låglandet och i låga bergstrakter upp till 1500 meter över havet. I Ecuador når arten ibland 2000 meter över havet och i Guatemala hittas navelsvinet ibland i regioner som ligger 3000 meter över havet. Pecari tajacu kan anpassa sig till flera olika habitat. Den lever bland annat i fuktiga skogar och i öknar.

## Ekologi
Individerna bildar flockar med 6 till 30 medlemmar. De har ett revir som vanligen är 150 hektar stort. Allmänt varierar territoriets storlek mellan 24 och 800 hektar. Arten är allätare och tar den föda som levnadsområdet erbjuder. Pecari tajacu äter bland annat rötter, rotfrukter, frukter och andra växtdelar samt insekter och små ryggradsdjur. I öknar ingår knopp av kaktusväxter från opuntiasläktet (Opuntia) i födan. Ofta varierar födans sammansättning i regioner som har tydliga regntider och torra perioder. När individerna letar efter föda delas flocken vanligen i mindre grupper med upp till 3 medlemmar.
För kommunikationen har detta navelsvin olika läten. Dessutom markeras reviret och andra flockmedlemmar med den myskliknande vätskan som bildas i körteln på ryggens bakre del.
Honor kan para sig hela året och de har vanligen en kull per år. I regioner med regntider föds de flesta ungar under denna årstid. Endast 42,5 % av kopulationerna medför befruktade ägg. Dräktigheten varar cirka 138 dagar och sedan föds oftast tvillingar, ibland en unge. Ungarna är bra utvecklade vid födelsen och de kan följa modern efter en timme. Efter ungefär 6 veckor slutar honan med digivning.

## Bildgalleri

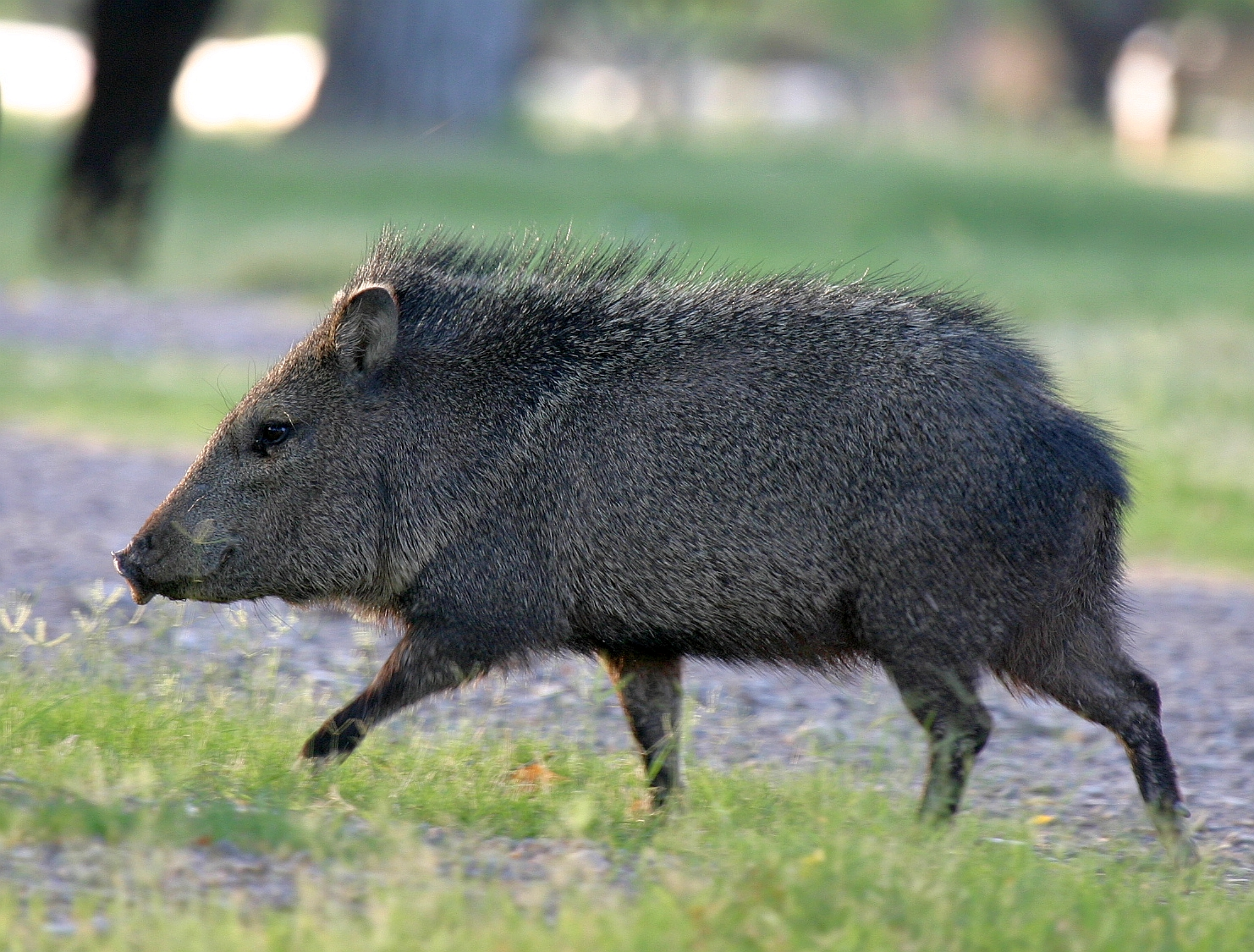
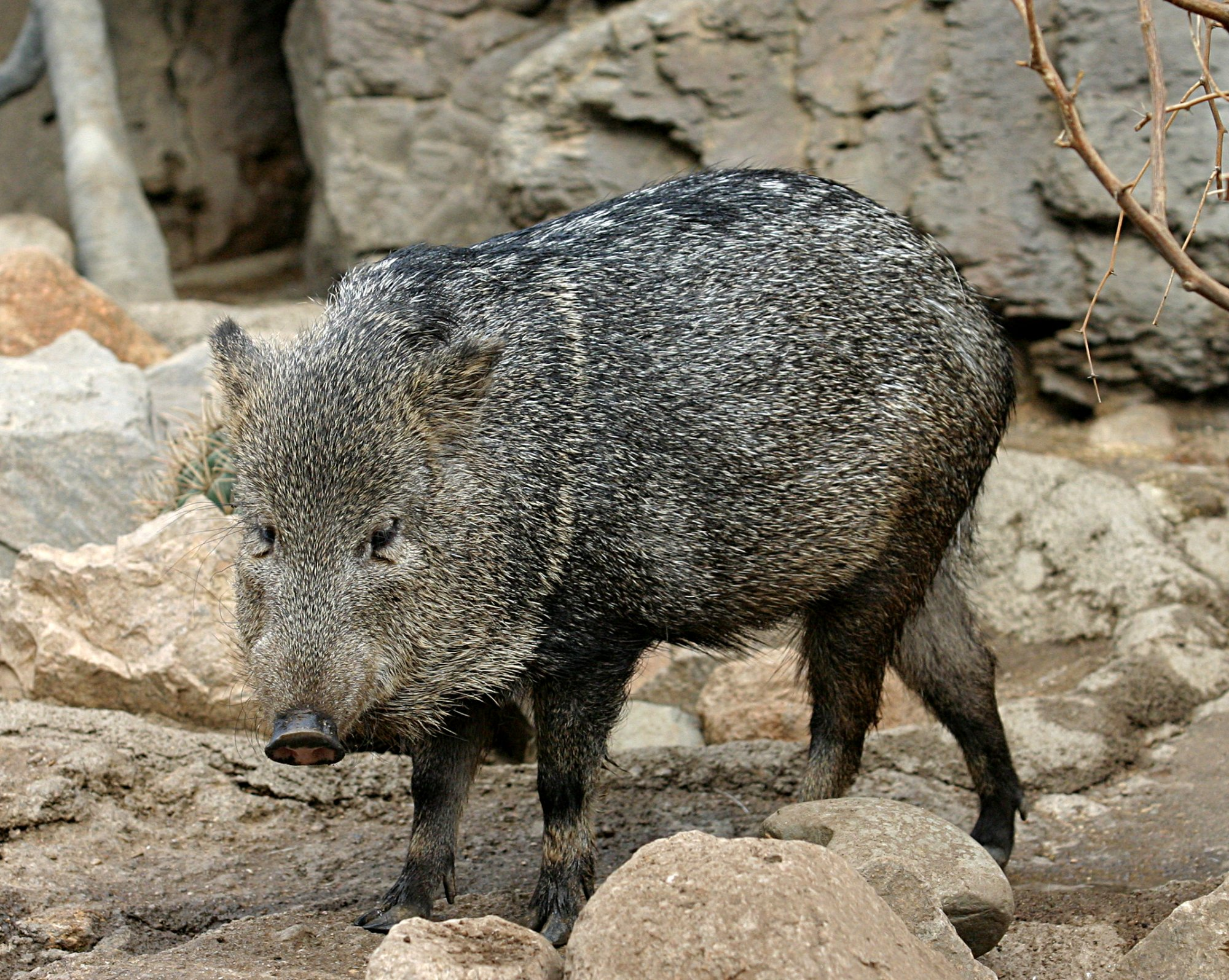
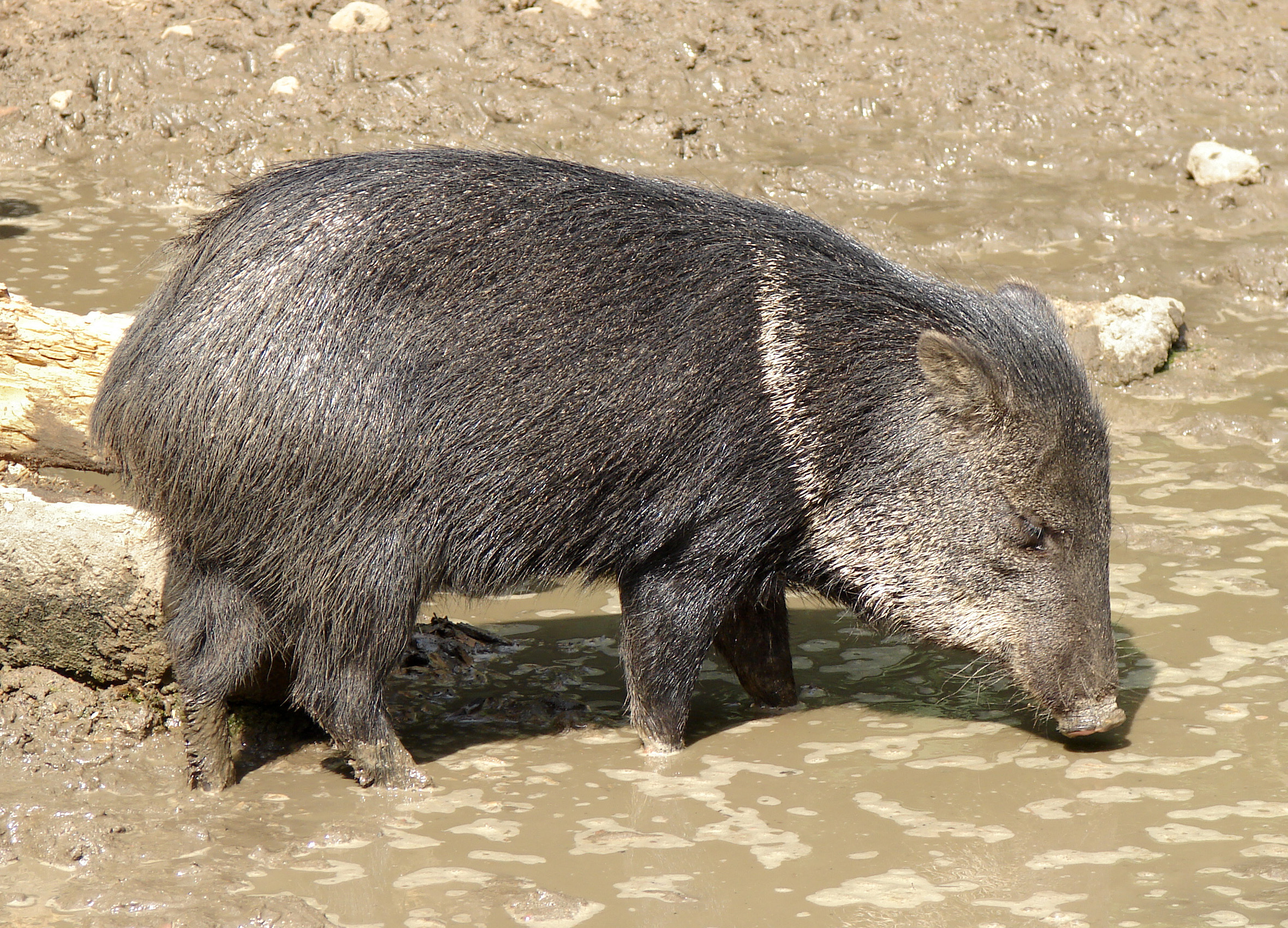
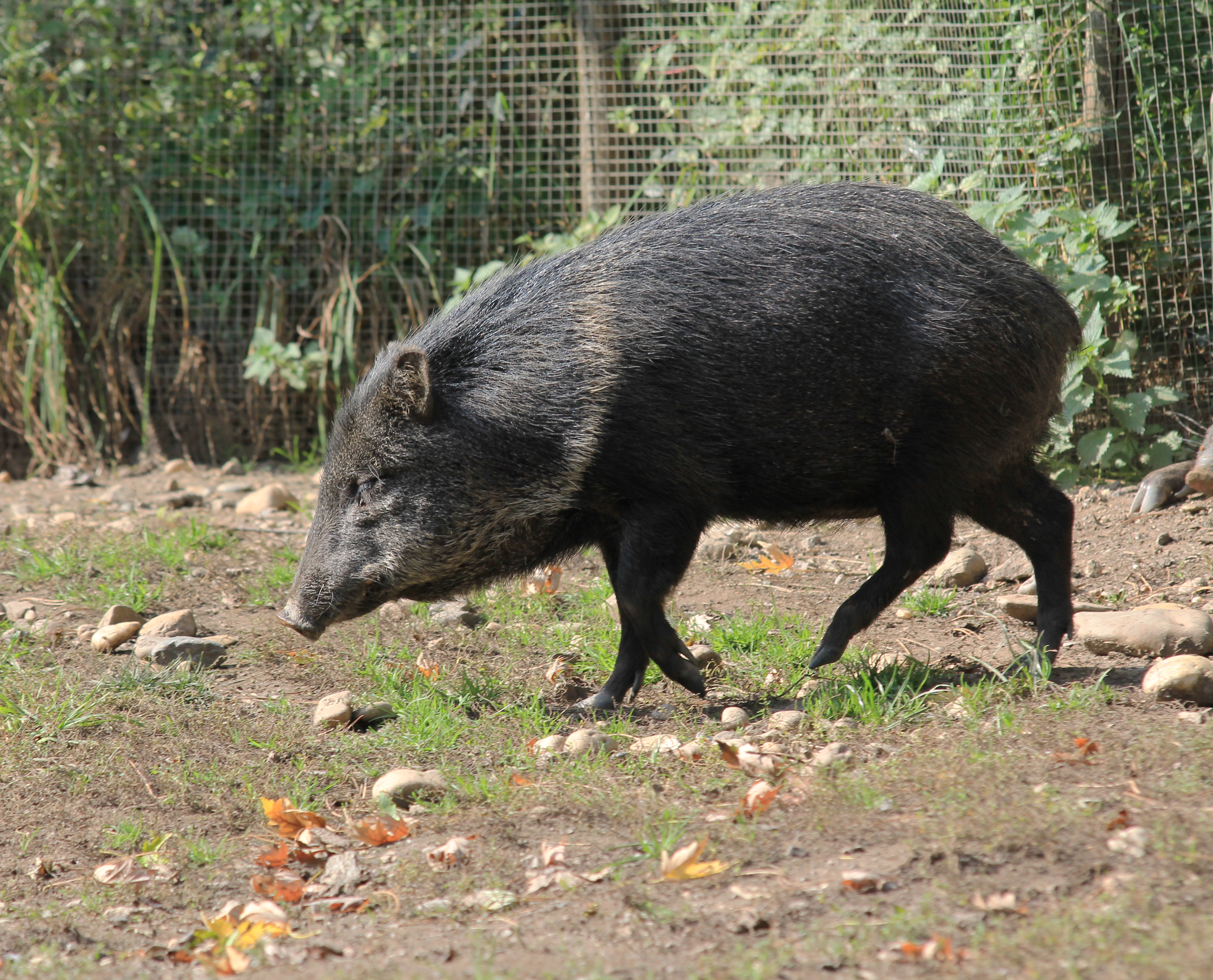
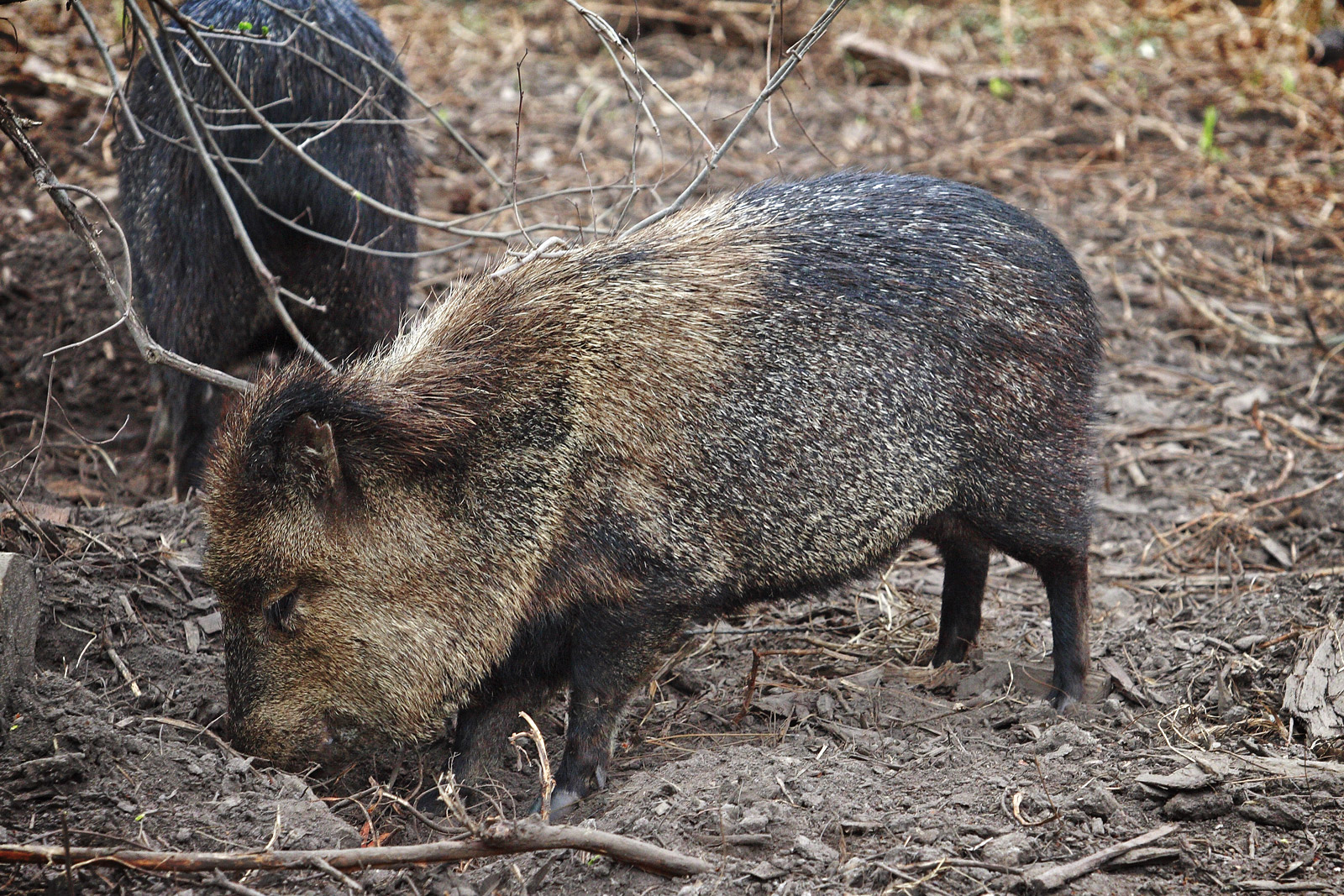